# Liste der Nummer-eins-Hits in Finnland (2001)
Diese Liste enthält alle Nummer-eins-Hits in Finnland im Jahr 2001. Es gab in diesem Jahr 15 Nummer-eins-Singles und 19 Nummer-eins-Alben.
| Singles | Alben |
| --- | --- |
| - Joulumantelit – Joulun pelko - 2 Wochen (17. Dezember 2000 – 5. Januar 2001) - LeAnn Rimes – Can’t Fight the Moonlight - 1 Woche (6. Januar – 12. Januar, insgesamt 2 Wochen) - Jennifer Lopez – Love Don’t Cost a Thing - 1 Woche (13. Januar – 19. Januar) - Eminem feat. Dido – Stan - 1 Woche (20. Januar – 26. Januar) - LeAnn Rimes – Can’t Fight the Moonlight - 1 Woche (27. Januar – 2. Februar, insgesamt 2 Wochen) - Amorphis – Alone - 3 Wochen (3. Februar – 23. Februar) - Apulanta – Viivakoodit - 7 Wochen (24. Februar – 13. April) - The Rasmus – F-F-F-Falling - 5 Wochen (14. April – 18. Mai, insgesamt 7 Wochen) - Apulanta – Reunalla - 2 Wochen (19. Mai – 1. Juni) - The Rasmus – F-F-F-Falling - 2 Wochen (2. Juni – 15. Juni, insgesamt 7 Wochen) - Nightwish – Over the Hills and Far Away - 3 Wochen (16. Juni – 6. Juli, insgesamt 5 Wochen) - HIM – Pretending - 4 Wochen (7. Juli – 3. August, insgesamt 5 Wochen) - Nightwish – Over the Hills and Far Away - 1 Woche (4. August – 10. August, insgesamt 5 Wochen) - HIM – Pretending - 1 Woche (11. August – 17. August, insgesamt 5 Wochen) - Nightwish – Over the Hills and Far Away - 1 Woche (18. August – 24. August, insgesamt 5 Wochen) - Suburban Tribe – Frozen Ashes - 1 Woche (25. August – 31. August) - Kwan – Late - 3 Wochen (1. September – 21. September) - Apulanta – Kadut - 3 Wochen (22. September – 12. Oktober) - Bomfunk MC’s – Super Electric - 5 Wochen (13. Oktober – 16. November) - Anssi Kela – Milla - 8 Wochen (17. November 2001 – 11. Januar 2002) | - The Beatles – 1 - 6 Wochen (18. November 2000 – 5. Januar 2001) - Lenny Kravitz – Greatest Hits - 2 Wochen (6. Januar – 19. Januar) - Irwin Goodman – Rentun ruusut - 1 Woche (20. Januar – 26. Januar) - Samuli Edelmann – Kaikki tahtoo - 3 Wochen (27. Januar – 16. Februar) - Dido – No Angel - 2 Wochen (17. Februar – 2. März) - Zen Café – Helvetisti järkeä - 1 Woche (3. März – 9. März) - Agents – Agents is...HERE! - 4 Wochen (10. März – 6. April) - Yup – Lauluja metsästä - 2 Wochen (7. April – 20. April) - The Rasmus – Into - 1 Woche (21. April – 27. April) - Maija Vilkkumaa – Meikit, ketjut ja vyöt - 3 Wochen (28. April – 18. Mai) - Apulanta – Heinola 10 - 3 Wochen (19. Mai – 8. Juni) - Radiohead – Amnesiac - 1 Woche (9. Juni – 15. Juni) - Anssi Kela – Nummela - 11 Wochen (16. Juni – 31. August, insgesamt 16 Wochen; siehe 2002) - HIM – Deep Shadows and Brilliant Highlights - 3 Wochen (1. September – 21. September) - Anssi Kela – Nummela - 1 Woche (22. September – 28. September, insgesamt 16 Wochen) - Yö – Legenda – Yön 36 suurinta hittiä - 2 Wochen (29. September – 12. Oktober, insgesamt 5 Wochen) - Ultra Bra – Sinä päivänä kun synnyin - 1 Woche (13. Oktober – 19. Oktober, insgesamt 2 Wochen) - Yö – Legenda – Yön 36 suurinta hittiä - 2 Wochen (20. Oktober – 2. November, insgesamt 5 Wochen) - Ultra Bra – Sinä päivänä kun synnyin - 1 Woche (3. November – 9. November, insgesamt 2 Wochen) - Agents & Jorma Kääriäinen – Agents Is...Rock! Vol. 1 - 1 Woche (10. November – 16. November) - Yö – Legenda – Yön 36 suurinta hittiä - 1 Woche (17. November – 23. November, insgesamt 5 Wochen) - Apulanta – Syitä ja seurauksia – 30 parasta - 1 Woche (24. November – 30. November) - Anssi Kela – Nummela - 1 Woche (1. Dezember – 7. Dezember, insgesamt 16 Wochen) - Tiktak – Jotain muuta - 4 Wochen (8. Dezember 2001 – 4. Januar 2002) |